# 奥尔良站
奥尔良站，是法国的一个铁路车站，位于法国城市中北部奥尔良。奥尔良站与莱索布赖站（Gare des Aubrais）共同组成了法国中部重要的铁路交通枢纽。

## 位置
奥尔良站位于奥尔良市区中部偏北，卢瓦尔河右岸，距离奥尔良市政府（Mairie d'Orléans）直线距离大约500米。奥尔良站是一个尽头式火车站，列车只能从北侧进出该站。车站站房与贞德广场（Place d'Arc）相连，该广场是一个大型的购物中心。奥尔良站东侧为奥尔良汽车站（Gare Routière d'Orléans），南侧则为有轨电车和公交车站。

## 车站历史
奥尔良站最初建于1843年，是法国最早的铁路车站之一。奥尔良站历史上曾经历过多次改造，最近的一次在2008年，由法国建筑师让-马里·迪蒂耶尔主持修建。
2019年5月9日起，原巴黎—奥尔良城际列车改由中央-卢瓦尔河谷大区公共交通管理。

## 车站名称
为了和莱索布赖站区分，奥尔良站有时又被称为"奥尔良中心站"（Orléans-Centre）。
此外，由于巴黎-奥尔良铁路公司的缘故，除了奥尔良站本身外，其下属的巴黎奥斯特里茨站和南特站也曾分别使用过"巴黎-奥尔良站"和"南特-奥尔良站"这两个名称。

## 本站可直达城市
| 奥尔良站出发可直达的城市 | |

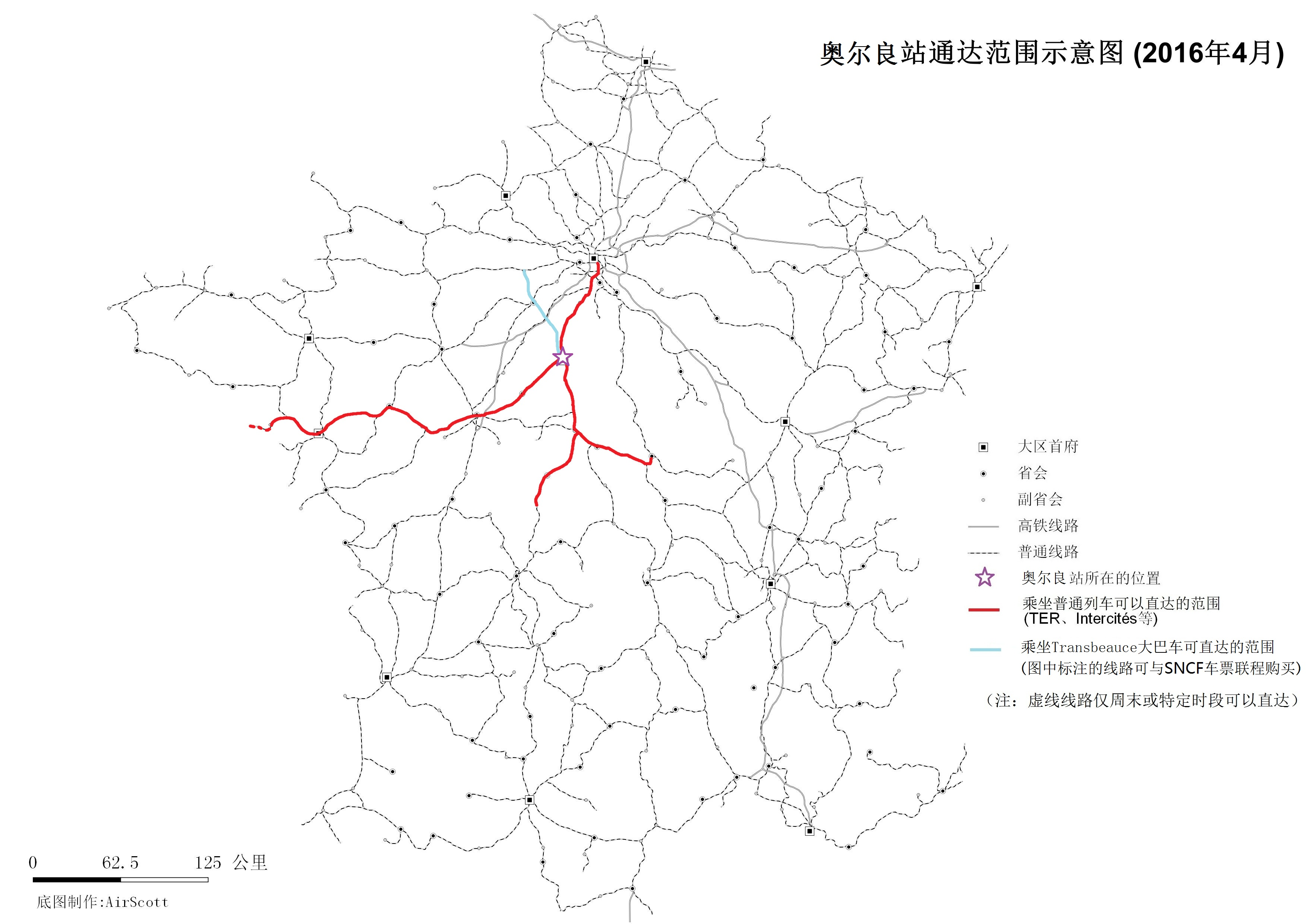
奥尔良站通达范围示意图（2016年4月）

| - 为方便阅读，可到达的城市按照城市法语名的首字母顺序排序。 - 粗体字为法国省会城市，斜体字的城市仅周末或特定时段才能直达。 - 中文名称非官方正式翻译，仅供参考。 | |
| 目的地所在大区 | 可以直达的目的地 |
| 法兰西岛 | 昂热维尔 · 埃唐普 · 吉莱尔瓦勒 · 莫内尔维尔、巴黎 |
| 新阿基坦 | 拉苏泰赖讷 · 圣塞巴斯蒂安 |
| 勃艮第-弗朗什-孔泰 | 讷韦尔 |
| 中央-卢瓦尔河谷 | 昂布瓦斯 · 克勒兹河畔阿让通 · 阿尔特奈 · 阿沃尔 · 博勒 · 博让西 · 克朗河畔邦日、布卢瓦、布尔日、塞尔科特 · 沙布内 · 尚日、沙托鲁、舍维伊 · 埃居宗-尚托姆 · 弗勒里-莱索布赖 · 富瓦西 · 伊苏丹 · 拉沙佩勒圣梅曼 · 圣欧班堡 · 欧布瓦河畔拉盖尔什 · 拉莫特伯夫龙 · 洛捷 · 吕昂 · 耶夫尔河畔默安 · 梅尔 · 卢瓦尔河畔默恩 · 内龙德 · 讷维帕尤、讷韦尔、努昂勒菲兹利耶 · 翁赞 · 勒伊 · 圣艾 · 圣西尔昂瓦勒 · 圣日耳曼迪皮 · 圣皮埃尔德科尔 · 圣利宰涅 · 萨尔布里 · 泰耶、图尔、图里 · 维耶尔宗 |
| 卢瓦尔河地区 | 昂斯尼、昂热、滨海巴、拉博勒-埃斯库布拉克、勒克鲁瓦西克、勒普利冈、南特、波尔尼谢、圣纳泽尔 · 索米尔 · 萨沃奈 |

## 停靠线路
以下列车线路在奥尔良站停靠：
| 上一站                                   | Rémi | Rémi       | Rémi | 下一站               |
| ---------------------------------------- | ---- | ---------- | ---- | -------------------- |
| 莱索布赖往巴黎                           |      | Ligne 1.1  |      | 起訖站               |
| 起訖站                                   |      | Ligne 1.2  |      | 谷地圣西往维耶尔宗城 |
| 起訖站                                   |      | Ligne 1.4  |      | 谷地圣西往讷韦尔     |
| 圣梅曼小教堂往图尔                       |      | Ligne 2.1  |      | 起訖站               |
| 起訖站                                   |      | Interloire |      | 博让西往南特         |
| Interloire周末及节假日延伸至勒克鲁瓦西克 |      |            |      |                      |

## 前往莱索布赖站
奥尔良站以北大约3公里的莱索布赖站（Gare des Aubrais）可乘坐直达图卢兹、利摩日、波尔多、蒙吕松、蒙托邦、菲雅克、卡奥尔、罗德兹、普瓦捷、昂古莱姆等地的列车。
由奥尔良站前往莱索布赖站：可乘坐任意一趟终点站为巴黎奥斯特里茨车站（Paris Austerlitz）的列车，在莱索布赖站（Les Aubrais）下车即可，大约需要4分钟，全价2.4欧元。也可在奥尔良站外乘坐奥尔良有轨电车A线（方向：儒勒·凡尔纳（Jules Verne），票价1.5欧元）或奥尔良公交11路（方向：天堂（Paradis），票价1.6欧元），在莱索布赖站下车即可，大约需要10分钟。如果步行的话，顺着巴黎大道（Avenue de Paris）往北走，然后在Libération停车场右转顺着有轨电车轨道旁的小道走下去即可，大约需要35分钟，不要钱。

## 配套交通

### 大巴车
奥尔良站对应的大巴车上下车地点位于奥尔良市长途客运站（Gare Routière d'Orléans）内，在奥尔良站东侧，马路对面。
卢瓦雷省政府下属的Ulys客运公司提供前往省内主要市镇的大巴车线路。
厄尔-卢瓦省政府下属的Transbeauce城际客运公司提供"德勒—沙特尔—奥尔良"和"奥尔良—沙托丹"两条客运线路。
Flixbus提供"巴黎—奥尔良—利摩日—图卢兹"线路的大巴车，其上下车地点在客运站外侧，和公交4路车的上下车点在一起。
此外，当某条铁路线施工或罢工时，SNCF也会提供途径该线路沿途站点的大巴车。

### 城市公共交通
奥尔良站对应的公交车站名称为"Gare d'Orléans"，停靠该站的公交线路包括：
- 奥尔良有轨电车A线
- 奥尔良公交1路、2路、3路、4路、5路、6路、7路、9路、11路、18路、70路、71路、72路
- 奥尔良市区环形小公交O线

此外，奥尔良有轨电车B线的Halmagrand站距离奥尔良站东侧大约450米，步行大约6分钟即可到达。

## 临近车站
| 奥尔良站（Gare d'Orléans）                                                                            |                      |          |
| 上行车站                                                                                              | 线路                 | 下行车站 |
| 圣西尔昂瓦勒站←（转为下行）（联络线）↖ 莱索布赖站←（正线）← 拉沙佩勒圣梅曼站←（转为下行）（联络线）↙⇐ | 莱索布赖－奥尔良铁路 | （终点） |
| - 注："⇐"或"⇒"为共线路段。本表仅显示运营中的线路及车站                                                |                      |          |